# Tvornica autobusa Zagreb
Tvornica autobusa Zagreb (TAZ) (od 1948. do 1979. Autokaroserija Zagreb) bila je jugoslavenska i hrvatska tvrtka koja se bavila proizvodnjom autobusa i kamiona sa sjedištem u zagrebačkoj Dubravi. Postojala je od 1949. do 2000. godine. Najpoznatiji proizvod je bio TAZ Dubrava 14.

## Povijest
Tvornica autobusa Zagreb je osnovana 1948. godine kao Autokaroserija Zagreb nakon izdvajanja iz Državnoga autopoduzeća Hrvatske. Isprva je Autokaroserija Zagreb poslovala u Kustošiji, a potom je preseljena u Savsku cestu 106, gdje je tridesetak radnika ručnim alatom izrađivalo karoserije s drvenom konstrukcijom na različitim kamionskim podvozjima. Početkom 1950-ih za izradbu konstrukcija umjesto drva počeo se rabiti čelik. Autokaroserija je započela suradnju s Fabrikom Automobila Priboj (FAP) koja joj je isporučivala podvozja pogonjena motorima tvornice FAMOS iz Sarajeva, a 1955. godine, nakon preseljenja u industrijski pogon u zagrebačkome naselju Studentski grad 1954. godine, počela je tipska proizvodnja autobusa i s kamionskim podvozjima slovenske Tovarne avtomobilov Maribor (TAM), pa je Autokaroserija u drugoj polovici 1950-ih postala specijalizirani proizvođač karoserija čelične konstrukcije za autobuse namijenjene međugradskomu prometu. Godine 1958. proizveden je autobus za međugradski promet Dubrava 5, poznat pod nazivom raketa. Futurističkoga dizajna i luksuzne unutarnje opreme, raketa je postigla znatan tržišni uspjeh. Tijekom 1960-ih Autokaroserija je razvila brojne modele autobusa serije Dubrava. Model Dubrava 10 izvozio se u afričke zemlje, a unaprijeđena i poboljšana inačica Dubrave 100 prvi je domaći autobus prilagođen gradskomu prometu. Na podvozjima Dubrave 10 proizvodili su se i furgoni namijenjeni prijevozu namještaja. Od 1962. godine radionica je djelovala u sklopu Industrije transportnih vozila (ITV), poslovnom udruženju jugoslavenskih poduzeća, a od 1969. godine bila je članicom združenoga poduzeća FAP-FAMOS Beograd (FFB), koje je iste godine s njemačkim koncernom Daimler-Benz sklopilo ugovor o licencnoj proizvodnji kamiona, autobusa i motora te započelo proizvodnju autobusa Mercedes O302. S Daimler-Benzovom tehničkom dokumentacijom u Autokaroseriji su se počeli proizvoditi dijelovi, ali je zbog slabe opremljenosti proizvodnim strojevima i načina proizvodnje prilagođenoga malim serijama proizvodnja najsloženijih elemenata podvozja bila preskupa.
Početkom 1970-ih ulagalo se u dogradnju i proširenje proizvodnoga i skladišnoga prostora te u modernizaciju radionice. Pripajanjem metalskoga i tapetarskoga poduzeća Progres iz Jastrebarskoga, 1974. godine započela je proizvodnja autobusa O303 iz Mercedesova programa, a u suradnji s tvornicama u sklopu združenoga poduzeća FFB-a vlastitih modela na Daimler-Benz podvozjima, npr. međugradske i turističke inačice Dubrava 2313. Godine 1979. proizveden je prvi autobus domaće proizvodnje na samonosivom podvozju sa zračnim oprugama Dubrava 14. Iste je godine radionica promijenila ime u Tvornica autobusa Zagreb (TAZ). Autobus Dubrava 14. proizvodio se u gradskoj i međugradskoj inačici te uspješno prodavao na domaćem i inozemnim tržištima.
Godine 1982. TAZ je sklopio ugovor o razvoju prototipova autobusa pogonjenih motorima austrijskoga proizvođača Steyer-Daimler-Puch, a 1988. godine počeo je surađivati sa zapadnonjemačkim poduzećem Neoplan na proizvodnji turističkih autobusa, dok je s čehoslovačkim partnerom Avia pokrenuta proizvodnja minibusa. Devizni propisi, nedostatak sirovina i neujednačena kvaliteta repromaterijala te nesigurnost isporuke robe, kao posljedice naftnih kriza i zaduženosti SFRJ, uzrokovali su probleme u poslovanju, što se očitovalo neispunjavanjem proizvodnih planova, nemogućnošću udovoljavanja narudžbama i kašnjenjima u isporuci vozila naručiteljima. Unatoč problemima, proizvedeni autobusi izvozili su se u Saudijsku Arabiju, Siriju, Egipat, Alžir, Zambiju, Čehoslovačku, Veliku Britaniju, Dansku, Irsku, Finsku i Narodnu Republiku Kinu. Za domaće su se tržište, osim furgona, proizvodila i razna specijalna vozila, poput reportažnih kola 1980. isporučenih Televiziji Zagreb. Tijekom 1980-ih tvornica je zapošljavala oko 1200 radnika, a godišnja proizvodnja kretala se između 500 i 900 autobusa.
Tijekom 1990-ih TAZ je proizveo seriju oklopljenih sanitetskih vozila za potrebe HV-a. Nakon privatizacije poduzeće je zapalo u probleme koji su kulminirali 2000. pokretanjem stečajnoga postupka zbog nelikvidnosti. Proizvodnja je ugašena, a nekretnine su prodane.

## Proizvodi

### Modeli
- TAZ Neretva
- TAZ 1419
- TAZ 1427
- TAZ Dubrava